# Dofus
Dofus  is een 3D Massively multiplayer online role-playing game (MMORPG) van de Franse makers Ankama. Men kan vrijblijvend en dus gratis spelen (met zo'n 5% van de totale kaart en monsters) of men kan een betaald abonnement nemen, waarmee men over de totale kaart en alle monsters beschikt.

## Doel van het spel
Het doel is om monsters en tegenstanders te verslaan en door middel van opdrachten het maximale level (200) te bereiken.
Ook moet men zo veel mogelijk van de 'echte' eieren, 'dofus' genaamd, verzamelen. Er zijn 6 'echte dofus'.

## Gameplay
Dofus is een Turn-based strategy (iedereen komt elk om de beurt aan zijn beurt) Massively multiplayer online role-playing game (MMORPG).
Men kan spelen tegen zowel AI (monsters), ook wel PVM genaamd maar er is ook een uitgebreid systeem van 
1. PVP Player versus Player waar men tegen andere spelers kan vechten.

### Gevecht
Het veld is opgedeeld in hokjes. De speler beweegt zijn/haar personage door ergens (binnen zijn loopbereik) op een hokje te klikken. Dan loopt het personage naar dit hokje. Als het personage op de gewenste plek is aangekomen, kan hij drie soorten aanvallen gebruiken:
- De schadebrengende aanvallen
- De helende aanvallen
- De helpende aanvallen (kan ook voor jezelf zijn)

### De schadebrengende aanvallen
Die worden weer onderverdeeld in 2 delen:
- De fysieke schade (indien de speler met aarde of neutraal statistiek schade doet)
- De magische schade (indien de speler met vuur, lucht of waterschade doet)

### De helende aanvallen
Die zijn er om medespelers hun leven terug te laten krijgen.

### De helpende aanvallen
Die worden ook onderverdeeld in 2 delen:
- De ondersteunende aanvallen. (Die helpen de medespelers of zichzelf door hun bijvoorbeeld meer vuurkracht te geven, of meer directe schade, maar dat kan ook meer verdediging zijn.)
- De aanvallen waardoor de speler kan bewegen op het veld.

## De 'dofus'
De 'dofus' kunnen statistieken upgraden waardoor de speler beter wordt in het spel.
De echte 'dofus' zijn hierbij de nuttigste, maar er zijn ook een paar 'valse' 'dofus' die zeer handig kunnen zijn.

## Werelden
Alle werelden worden genoemd naar een personage uit het spel.
Het heeft
- 1 Nederlandstalige wereld, genaamd Dark Vlad
- 27 Franstalige werelden,
- 5 Internationale werelden (waarvan 2 'permanent death' wereld.),
- 1 Duitse wereld,
- 5 Spaanse werelden,
- 2 Portugese werelden,
- 1 Italiaanse wereld,
- 1 Engelse wereld.
- 1 Japanse Wereld.

Sinds eind 2017 zijn de Duitse, de Nederlandse, de Portugese, de Italiaanse, de Engelse en de Russische werelden samengegaan om een wereld te vormen: Echo.

## Monoaccount Werelden
Werelden waar iemand met een account tegelijk kan spelen op een computer, i.p.v. met meerdere op een computer.
Ilyzaelle is hier een voorbeeld van

## Classes
- Cra (boogschutterklasse) werkt met een boog en doet schade op afstand, sommige spreuken doen meer schade in de opkomende beurten.
- Ecaflip (onvoorspelbare klasse) vecht met geluk of pech om schade te delen, hangt af van geluk of pech hoeveel schade hij doet, de ecaflip is niet bang om zijn leven te gokken om een gevecht te winnen
- Eniripsa (heling-/priesterklasse) heelt andere spelers en helpt in mindere mate met schade, helpt andere teamgenoten in vorm van buff en demobiliseer monsters
- Enutrof (schatzoekerklasse) haalt meer buit tijdens het eind van het gevecht in tegenstelling tot andere klassen, doet gemiddelde schade en demobiliseer monsters
- Feca (beschermingklasse) roept verdediging schilden op om zijn teamgenoten te beschermen tijdens het gevecht, doet gemiddelde schade met behulp van groefs en demobiliseer monsters
- Iop (paladijnklasse) doet enorme schade op 1 vijand of in een kruis, deze klasse doet de meeste schade in tegenstelling tot andere klassen
- Osamodas (bezweerderklasse) roept getemde monsters op om mee te vechten, 2 verschillende monsters van 3 families (tofu, veelvraat en wyrmling) als de osamoda samensmelt met een van zijn summons, wordt hij sterker
- Pandawa (zuipschuitklasse) richt meer schade aan door dronken te worden, als hij dronken is, vermindert hij de schade die hij krijgt
- Sacrier (berserkerklasse) Tank-klasse. Trekt vooral tegenstanders maar ook vrienden naar zich toe en heeft als doel om zoveel mogelijk schade op zich te nemen om teamgenoten te beschermen.
- Sadida (bostovenaarklasse) roept bomen op, verandert de bomen in voodoo poppen om zo schade uit te delen
- Sram (sluipmoordenaarklasse) zet vallen, maakt zichzelf onzichtbaar om zo zijn vijanden te manipuleren
- Xelor (tijdmagiër) manipuleert tijd om zijn vijanden te vertragen
- Rogue (explosieklasse) gooit bommen op het veld om enorme schade aan zijn vijand te brengen
- Masqueraider (masker-/voodooklasse) gebruikt maskers om te vechten en schilden om zichzelf en zijn team te beschermen
- Foggernaut (techno magiër klasse) gebruikt geschutskoepels en apparaten om te helen, voortbeweging en schade toe te brengen
- Eliotrope (portaalklasse) gebruikt portalen om zich voort te bewegen, doet meer schade als een spreuk door het portaal gaat
- Huppermage (elementale magiërklasse) absorbeert zijn tegenstanders kracht om meer schade op te brengen en gebruikt de elementen om zichzelf sterker te maken en zijn vijanden te verwarren
- Ouginak (Beest klas) deelt veel schade door gebruik van aanvallen dicht bij het poppetje. Kan veranderen in een wolf bij een hoge rage bar.